# Teknika
 Der er for få eller ingen kildehenvisninger i denne artikel, hvilket er et problem. Du kan hjælpe ved at angive troværdige kilder til de påstande, som fremføres i artiklen.

Teknika – Copenhagen College of Technology Management and Marine Engineering tidligere Maskinmesterskolen København (MSK) er en teknisk videregående uddannelsesinstitution, der blev grundlagt i 1906 - og har siden udddannet maskinmestre til de maritime og tekniske erhverv og virksomheder i Danmark og i udlandet. Maskinmesterskolen København udbyder bl.a.  professionsbacheloruddannelsen til maskinmester samt kurser/efteruddannelser.
I 2024 skiftede Maskinmesterskolen København navn til Teknika
Navneskiftet blev officielt annonceret i løbet af foråret 2024 og trådte i kraft med begyndelsen af studieåret 2024/2025.

## Organisation
MSK ledes af en bestyrelse på syv medlemmer, hvoraf seks medlemmer er udpeget eksternt, mens ét medlem er medarbejdervalgt. Yderligere deltager to studenterrepræsentanter fra MSK’s studieforening og studienævn.
Den daglige ledelse varetages af rektor som øverst ansvarlig.
Den nuværende rektor (2025) er Tue Hækkerup.

## Størrelse og placering
Antallet af indskrevne studerende på maskinmesteruddannelsen på MSK var i 2023 ca. 1000 fordelt på uddannelsens 9 semestre.
Maskinmesterskolen København har hovedadresse på Gyrithe Lemches Vej 20 i Kgs. Lyngby (værkstedsskole, undervisningsfaciliteter og laboratorier). Derudover er der afdelinger og uddannelsesudbud i følgende byer på Sjælland og i Grønland:
- Kalundborg
- Sisimiut (Grønland)
- Holbæk
- Næstved

Andre maskinmesterkoler i Danmark er Aarhus Maskinmesterskole og Fredericia Maskinmesterskole (FMS).
Svendborg Maskinmesterskole var tidligere en selvstændig institution. Dens funktion er videreført i Svendborg International Maritime Academy.